# Il benemerito spiantato
Il benemerito spiantato (Night Work) è un film statunitense del 1930, diretto da Russell Mack, con Eddie Quillan.

## Trama
Willie è aiuto-vetrinista in un grande magazzino, all’interno del quale svolge anche un altro ruolo: infatti il direttore, ritenendo che ciò possa giovare all’immagine dell’azienda, finge di licenziarlo in tronco di fronte a clienti vittime di qualche disservizio, ogni volta che questi reclamano.
Un giorno, all’uscita dal lavoro, si imbatte in Mary, che gestisce una raccolta fondi a favore di un orfanotrofio: per far colpo su di lei, egli investe la ricca mancia di quel giorno, 10 dollari, che serviranno a provvedere per un orfano per una settimana.
Willie si accorge troppo tardi che, firmando la ricevuta, si è impegnato a versare la stessa cifra ogni settimana, da lì in avanti. Allora, per far fronte all’impegno finanziario, decide di trovarsi un lavoro notturno come cameriere.
Egli visita regolarmente l’orfanotrofio, dove, affidato alle cure personali di Mary, risiede il piccolo Oscar, il bambino beneficiato, col quale sviluppa un vicendevole rapporto di profondo affetto.
Oscar risulta apparentemente essere il nipote di un multimilionario, che lo vuole adottare, mentre a Willie mancano i fondi necessari per dare inizio alla pratica.
Promosso a vetrinista-capo, Willie riuscirà ad adottare Oscar e a sposare Mary.